# Infantilisme
Pour les articles homonymes, voir fétichisme des couches ou jeux de régression[réf. à confirmer].
L'infantilisme est le nom d'une maladie dans laquelle un adulte présente les caractéristiques psychiques, physiques ou génitales d'un enfant et qui est causée par un déficit en hormones thyroïdiennes ou hormone de croissance au moment de la puberté.
Ces hormones, et notamment la testostérone, sont responsables de l'apparition des caractères sexuels secondaires comme les poils pubiens, les poils faciaux, la modification du ton de la voix, la croissance des os et l’augmentation du volume musculaire.[réf. nécessaire]
Les adultes souffrant d’infantilisme présentent notamment des caractéristiques telles qu’une petite taille, un développement insuffisant des organes génitaux, une absence de caractères sexuels secondaires, un psychisme infantile.
L'origine du mot « infantilisme » provient du mot latin infantia pour enfance et –isme pour disposition.

## Infantilisme mental
L'infantilisme peut aussi désigner une atteinte restreinte aux capacités mentales et psychiques. Il est alors préférable d'utiliser une terminologie moins ambiguë, comme puérilisme mental ou immaturité affective. Le syndrome de Peter Pan peut être vu comme une forme d’infantilisme, du fait de l'immaturité affective des patients qui en souffrent.

## Infantilisme social
L'infantilisme peut aussi désigner une propension des personnes plus âgées et généralement reconnues adultes à repousser l'âge dit adulte d'un homme ou d'une femme au-delà de l'âge physiologique et mental où ils devraient être considérés en adulte.
Il n'est pas rare que des parents, dans un souci de protection ou de possession, continuent à traiter leurs enfants de plus de 15 ans et jusqu'à leur trentaine de la même manière qu'un juvénile, au détriment de la croissance mentale et sociale des enfants, les rendant inaptes à la vie en société dite d'adulte.
Cette forme d'infantilisme est aussi souvent poussée par des gouvernements dans le but de créer des citoyens-enfants incapables et dépendants du gouvernement et donc faciles à manipuler.
Il aussi notable que de nombreuses sociétés de consommation repoussent toujours plus loin l'âge adulte, non pas dans un but protecteur ou manipulateur mais pour un but commercial. En effet, les personnes infantilisées sont souvent des consommateurs faciles de par leur mentalité semblable aux jeunes enfants.